# Prix Sophie

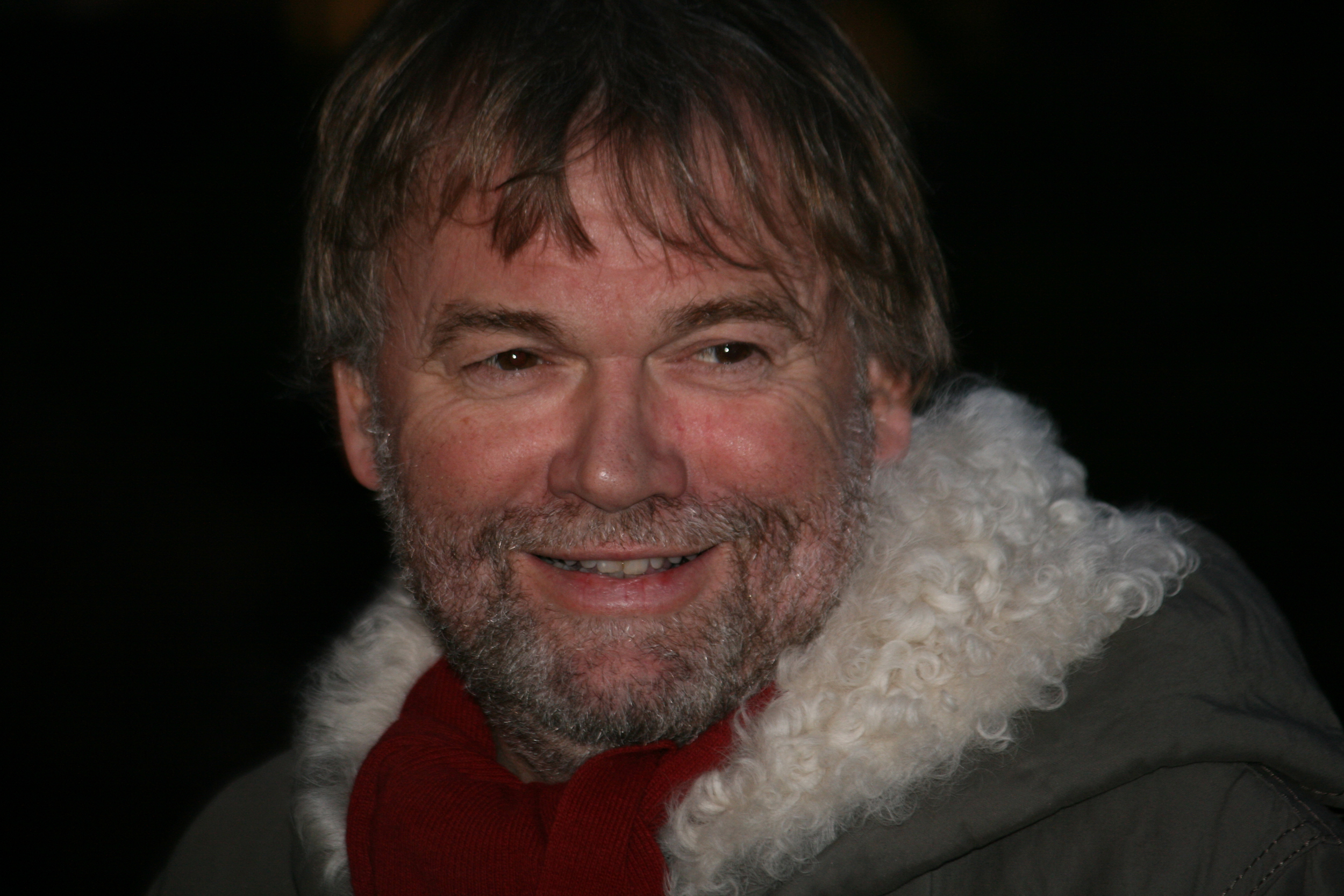
Jostein Gaarder cofondateur du prix Sophie avec sa femme Siri Dannevig.

Le prix Sophie est une récompense internationale pour l'environnement et le développement, d'une valeur de 100 000 dollars des États-Unis, attribuée chaque année par la Fondation Sophie. Ce prix est établi depuis 1997 par l'écrivain norvégien Jostein Gaarder et sa femme Siri Dannevig ; il est nommé à partir du roman de Gaarder Le monde de Sophie.
En 2013, l'ultime prix est remis au journaliste Bill McKibben, la fondation n'ayant plus les moyens de le doter. Jostein Gaarder s'en est expliqué ainsi : « C'était prévu depuis le départ […] Il y a tant de fondations qui deviennent quelque peu figées que l'on ne souhaitait pas, pour notre part, que [le prix] soit éternel »

## Critères de nomination
Le prix est attribué à un individu ou une organisation qui, d'une manière pionnière ou créative a mis en évidence des alternatives au développement présent et/ou mis ces alternatives en pratique.
Le lauréat du prix Sophie aura aussi proposé une réponse inspiratrice à une ou plusieurs des questions ci-dessous et ainsi contribué à les mettre dans l'agenda international :
- Quel type de changement de conscience est nécessaire, demandé ?
- Quelles qualités de vie sont les plus importantes ?
- Quelles mesures alternatives importantes doivent être adoptées maintenant ?
- Quel type de mobilisation est nécessaire dans le village global ?
- Qu'est-ce que la sagesse durable ?

## Lauréats
| Année | Lauréat                           | Nationalité      | Fonction                                                                           | Récompensé pour |
| ----- | --------------------------------- | ---------------- | ---------------------------------------------------------------------------------- | --- |
| 2013  | Bill McKibben                     | États-Unis       | Journaliste, auteur.                                                               | Sa capacité de mobilisation dans la lutte contre le changement climatique, notamment via la campagne 350.org, et sa démonstration de l'impact que peut avoir le militantisme de base. |
| 2012  | Eva Joly                          | France Norvège   | Magistrate, femme politique.                                                       | Son travail « infatigable et téméraire » contre la criminalité économique et la corruption, et sa vision d'une société durable et équitable. |
| 2011  | Tristram Stuart                   | Royaume-Uni      | Historien et écrivain.                                                             | Son travail de militant et d'analyste sur le domaine alimentaire et ses impacts sociaux-environnementaux. Il est particulièrement salué pour ses ouvrages et l'organisation des banquets des 5000, repas gratuits préparés à partir d'ingrédients destinés à être jetés, permettant d'attirer l'attention sur le gâchis de nourriture. |
| 2010  | James E. Hansen                   | États-Unis       | Climatologue.                                                                      | Ses travaux scientifiques, qui ont joué un rôle prépondérant dans la compréhension des changements climatiques induits par l'Homme. |
| 2009  | Marina Silva                      | Brésil           | Militante écologiste, femme politique. Ministre de l’environnement de 2003 à 2008. | Sa lutte contre la déforestation en Amazonie, jusqu'à la faire baisser de 60%. Son travail pour la cohabitation entre la forêt et l'agriculture traditionnelle des peuples autochtones. |
| 2008  | Gretchen Daily                    | États-Unis       | Biologiste.                                                                        | Ses préconisations pour la mise en place de plus d'incitations financières pour protéger les espèces animales et végétales, et pour avoir montré qu’il y avait également des arguments économiques à la préservation des espèces et des écosystèmes. |
| 2007  | Göran Persson                     | Suède            | Homme politique.                                                                   | Son leadership politique dans le domaine de la politique climatique durant son mandat. Sa volonté de faire de la Suède une nation de premier plan en matière de politique environnementale, notamment en proposant d'aller plus loin que ne l'exige le protocole de Kyoto. |
| 2006  | Romina Picolotti                  | Argentine        | Avocate, militante des droits humains.                                             | Son combat pour intégrer la lutte contre la destruction de l'environnement à la lutte pour les droits humains fondamentaux. |
| 2005  | Sheila Watt-Cloutier              | Canada ( Québec) | Militante écologiste, présidente de la Conférence circumpolaire inuite.            | Son combat pour attirer l'attention du monde sur les effets humains dévastateurs du changement climatique et les émissions de produits chimiques toxiques dans les zones arctiques. |
| 2004  | Wangari Maathai                   | Kenya            | Biologiste, professeur d'anatomie en médecine vétérinaire.                         | Son engagement de 30 ans pour la protection de l'environnement, des droits humains, de la dignité humaine ainsi que pour la justice sociale et la démocratie. Une lutte s'incarnant notamment par une approche communautaire originale combinant éducation à l'environnement et à la citoyenneté, en particulier auprès des femmes, dans un pays anti-démocratique. |
| 2003  | John Pilger                       | Australie        | Journaliste, scénariste, réalisateur                                               | Ses documentaires, articles et livres, qui ont provoqué un débat sur les intentions cachées du pouvoir et contribué à la découverte des mensonges et la propagande des puissants, en particulier en ce qui concerne les guerres, les conflits d'intérêts et à l'exploitation économique des personnes et des ressources naturelles. Il a ainsi réussi à faire entrer ces questions dans le débat public, et permis de renforcer la démocratie, la dignité humaine et la protection des plus faibles.         |
| 2002  | Bartholomée Ier de Constantinople | Turquie          | Patriarche de Constantinople.                                                      | Son engagement en faveur de l'environnement, qu'il relie à la foi, qui a permis d'élever la conscience environnementale de 300 millions de fidèles de l'Église orthodoxe dans le monde, incitant d'autres chefs religieux à faire de même. Le prix récompense aussi ses efforts pour l'attention sur les droits et obligations des pays développés, critiquant à la fois leur surconsommation et le manque de justice qui les régit, provoquant des inégalités grandissantes dans les pays en développement. |
| 2001  | ATTAC                             | France           | ONG                                                                                | Avoir réussi à mobiliser des citoyens dans le monde entier pour la solidarité et la justice, dans une époque pourtant très individualiste, avoir remis en question la croissance économique et dénoncé les effets négatifs du néo-libéralisme. |
| 2000  | Sheri Liao                        | Chine            | philosophe, journaliste, productrice.                                              | Avoir utilisé sa force médiatique pour mobiliser des millions de Chinois en faveur de l'environnement. Une mobilisation rendue possible à grâce à la création de l'ONG Global Village of Beijing (GVB), à des conférences publiques, des ateliers et des événements médiatiques relayés par la télévision et à la radio chinoise. |
| 1999  | -Herman Daly -Thomas Kocherry     | États-Unis Inde  | Économistes. Militant des droits sociaux, prêtre, avocat.                          | Leurs efforts pour la mise en avant d'alternatives aux effets néfastes de la mondialisation économique et à ses conséquences pour la gestion des ressources. Ils ont montré que les politiques économiques actuelles appauvrissent les peuples et l'environnement, tout en apportant des contributions constructives afin de modifier cet état de fait. |
| 1998  | Environmental Rights Action       | Nigeria          | ONG                                                                                | Leur combat pour un monde alliant la dignité humaine, l'environnement et la démocratie dans un pays où de nombreux écologistes et militants des droits de l'homme ont été emprisonnés sans procès. |